# Öckerö församling
Öckerö församling är en församling i Göteborgs norra kontrakt i Göteborgs stift. Församlingen omfattar hela Öckerö kommun i Västra Götalands län och utgör ett eget pastorat.

## Administrativ historik
Församlingen har medeltida ursprung.
Församlingen var till 1664 annexförsamling i pastoratet Björlanda, Säve, Torslanda, Backa och Öckerö för att därefter till 1 maj 1928 vara annexförsamling i pastoratet Torslanda och Öckerö. Från 1 maj 1928 utgör församlingen ett eget pastorat.

## Kyrkor
- Björkö kyrka
- Hönö kyrka
- Knippla kapell
- Öckerö gamla kyrka
- Öckerö nya kyrka